# A Fővárosi Nagycirkusz 2013-as évadja
Ez a szócikk a Fővárosi Nagycirkuszhoz kapcsolódó fejezet.
A Fővárosi Nagycirkusz 2013-as évadja január 12-én kezdődött és december 31-én ért véget. Összesen 3 cirkuszi műsort mutattak be. Ez volt a Nagycirkusz első nemzeti cirkuszévadja.

## Az évad műsorai
| Az előadás címe         | Szezon      | Premier előadás  | Utolsó előadás      | Megjegyzés                                           |
| ----------------------- | ----------- | ---------------- | ------------------- | ---------------------------------------------------- |
| Magyar Cirkuszcsillagok | tél         | 2013. január 12. | 2013. március 10.   | Magyar artistaművészek gálaműsora                    |
| Circus Maximus          | tavasz–nyár | 2013. április 6. | 2013. szeptember 1. | A olasz Circo Darix Togni társulat vendégszerepelése |
| Az univerzum fényei     | ősz         | 2013. október 5. | 2013. december 31.  | Klasszikus cirkuszi előadás                          |

## Magyar Cirkuszcsillagok
A Fővárosi Nagycirkusz első nemzeti cirkuszévadának nyitánya, a Magyar Cirkuszcsillagok című műsor 2013. január 12-től volt látható a legendás ligeti porondon. Felléptek a magyar cirkuszcsaládok leszármazottai. Zsonglőröket, táncosokat, késdobálókat, erőemelőket, komikusokat és lovas akrobatákat láthatott a nagyérdemű. A műsor csúcspontját minden kétséget kizáróan a 2008-as Monte-carlói Nemzetközi Cirkuszfesztivál Arany Bohóc-díjas Richter Flórián és lovas akrobatái jelentették, akik először léptek fel a Nagycirkuszban.
Az előadást csaknem 50 ezren látták.

### Műsorrend
1. rész
1. Zenekari nyitány
2. Magasiskola
3. Eötvös Loránd & partnere – zsonglőr duó
4. Egzotikus állatszám – elefánt és tevék
5. Dittmár Roland és Németh Ágnes – komikus duó
6. „Elastic-Fantastic-Bombastic” – bungee jumping
7. Freiheit – lovak szabadidomítása

2. rész
1. Simet László, Simet Olga és Bakk Diána – THE ARC (óriás szemafor)
2. Passzázs
3. Postakocsi – lovas-szám
4. Cigánytábor – zsonglőrök, táncosok, késdobálók
5. Komikus gumiasztal akrobatika
6. Golden Power – erőemelők
7. Richter Flórián és lovas akrobatái – zsokészám
8. Finálé

## Circus Maximus

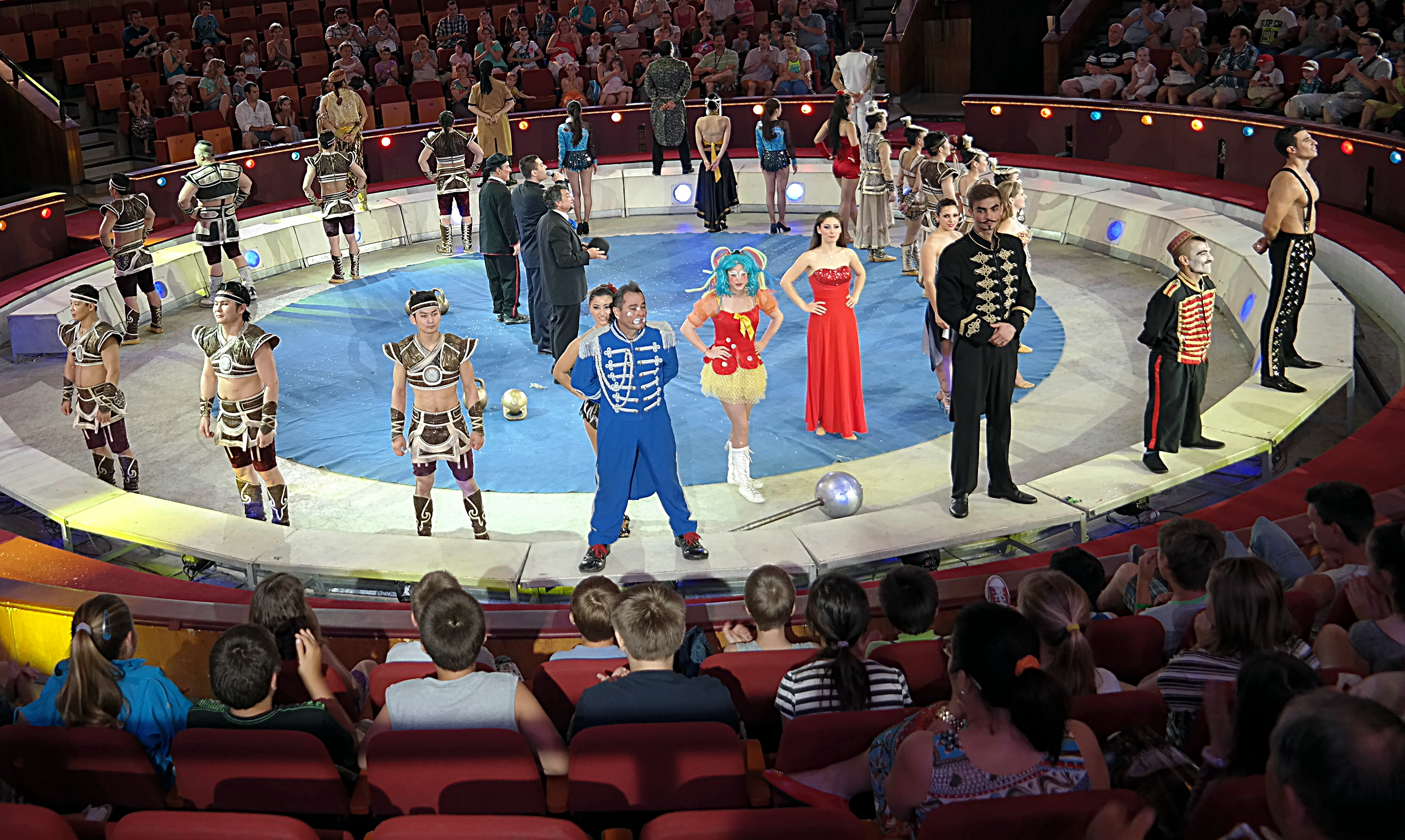
Finálé

A 2013-as nyári főműsor a Circus Maximus címet kapta. Az először Magyarországra látogató olasz Togni cirkuszdinasztia műsora első részében vízi-revüt tekinthetett meg a közönség. Felléptek zsonglőrök, papagájok, légtornászok és hajlékony akrobaták. A második rész vérbeli cirkusz volt, az ókori Rómától napjainkig. Tigriseket, bohócokat, hüllőket és a 2012-es Monte-carlói Nemzetközi Cirkuszfesztivál Bronz Bohóc-díjas akrobata-csoportját láthatta a nagyérdemű publikum.
A műsor előadásonként 700 nézőt vonzott.

### Műsorrend
1. rész
1. Nyitány – velencei kép
2. Zaza & Daniel Togni – gurtni
3. Dashka – zsonglőr
4. Cussadie' Togni (C. Alberto)[1] – papagájok
5. Elis – trapéz
6. Amanda – tissue
7. Iguána csoport – kaucsuk

2. rész
1. Davio Togni és tigrisei
2. Khadgaa csoport – ugrókötél
3. Davio & Corrado Togni – bohócok
4. Francisco Hernandez & Alexandra Tarus – hüllők
5. Corrado Togni és elefántjai
6. Daniel Togni, Francisco Hernandez, Amanda Togni, Trippa, Osorio Hernandez – trapéz
7. Martina Bellelli & Alexandru Opria – bohócok
8. Khadgaa csoport – akrobatika
9. Finálé

Megjegyzések
↑ 1: Cussadie Togni távollétében Ranzan Gianluca lépett fel.

## Az univerzum fényei
Az őszi előadás, mely Az univerzum fényei címet kapta, 2013. október 5-től december 31-ig volt műsoron. Richter József, a Fővárosi Nagycirkusz igazgatója, és Graeser József szakmai vezető a svájci Knie Cirkuszban kezdte a műsorszámok keresését.
A műsor fő attrakciószáma a Cassely család akrobatikus elefántprodukciója volt, mely 2012-ben elnyerte a 36. Monte-carlói Nemzetközi Cirkuszfesztivál fődíját, az Arany Bohóc-díjat.
A műsorban az elefántok mellett lovakkal, lámákkal, agarakkal találkozhattak a nézők. Továbbá láthattak akrobatikus plafon mutatványt, motoros ikária-számot, bohócokat, kínai rúdakrobatákat, kubai légtornászokat és a Trió Sárközi nevű fiatal magyar zsonglőrcsoport produkcióját.
Október 5-én cirkuszi parádét is tartottak a Városligetben, melyen felvonultak a Cassely család elefántjai, valamint a műsor teljes társulata. A menet a Hősök teréig vonult, majd visszatért a cirkusz elé.
A műsor decemberben 1000 látogatót vonzott előadásonként.

### Műsorrend
1. rész
1. Nyitány
2. Georgio – diaboló
3. Merrylu Casselly – levegő-balett
4. Joulia Tchakanova – lámák és kutyák
5. Steve & Jones – bohócok
6. Devlikamov’s – kínai rúd
7. Uzkov csoport – motoros ikária
8. Steve & Jones – bohócok
9. Casselly család – elefánt szám lovakkal

2. rész
1. The Flying Havanas – trapéz
2. Steve & Jones – bohócok
3. Trió Sárközi – zsonglőr szám
4. Nagy Molnár Dávid – illuzionista
5. Steve & Jones – bohócok
6. Graziella – plafon szám
7. Merrylu Casselly és René Casselly Jr. – akrobatikus elefántszám
8. Finálé